# Demon 79
«Demon 79» es el quinto y último episodio de la sexta temporada de la serie de antología británica Black Mirror. Fue escrito por el creador de la serie Charlie Brooker y Bisha K. Ali, y dirigido por Toby Haynes. Junto con el resto de la temporada, se estrenó en Netflix el 15 de junio de 2023. Está protagonizada por Nida (Anjana Vasan), una asistente de ventas de modales apacibles. Accidentalmente libera a un demonio, Gaap (Paapa Essiedu), a quien solo ella puede ver. Gaap le dice que debe cometer tres asesinatos para evitar el fin del mundo.
El episodio es el primero que se lanza bajo el sello Red Mirror, fruto de la experimentación de Brooker con el horror sobrenatural y escenarios del pasado. Fue el primer episodio escrito de la sexta temporada, con el que Brooker pretendía repensar el alcance del programa. Ambientada en 1979, muestra la política antiinmigratoria del Partido Conservador y el Frente Nacional. Se filmó en junio de 2022 en Harrow, Londres en The Landmark.
El demonio Gaap, inicialmente escrito como punk, tiene un aspecto influenciado por Bobby Farrell de Boney M., cuya música se utiliza en la banda sonora. El episodio se inspira en la ficción de terror, la moda y los escenarios de la década de 1970. No queda claro a lo largo del episodio si Nida está imaginando sus interacciones con Gaap. Las críticas fueron positivas y la actuación de Essiedu y Vasan fue ampliamente elogiada, junto con la comedia del episodio. Sin embargo, ocupó una posición relativamente baja en las listas de los críticos de entregas de Black Mirror en cuanto a calidad.

## Argumento
En 1979, Nida Huq (Anjana Vasan) trabaja en los grandes almacenes Possetts en la ciudad inglesa de Tipley. Mientras vende zapatos, fantasea con lastimar a su compañera de trabajo xenófoba, Vicky (Katherine Rose Morley), y a un cliente inquietante, Keith Holligan (Nicholas Burns), quien mató a su esposa.
Nida se siente alienada por el político conservador y antiinmigratorio Michael Smart y por los vándalos que pintan el símbolo fascista del Frente Nacional en su puerta. Obligada a comer su biryani en el sótano después de que Vicky se queja, Nida se pincha el dedo con el tirador de un cajón y sangra sobre un talismán de hueso.
En su apartamento, el talismán le habla a Nida y ella libera al demonio Gaap (Paapa Essiedu), en su primera misión. Gaap toma la forma de Bobby Farrell de Boney M. Nida tiene tres días para hacer tres sacrificios humanos; el fracaso conducirá a la destrucción mundial en las Fiestas de Mayo. Nida se niega a participar, incluso cuando Gaap muestra su apartamento en llamas, y huye a un canal. Gaap le cuenta a Nida que un transeúnte, Tim Simons (Joe Evans), abusa de su hija de ocho años. Nida mata a Tim con un ladrillo.
Nida vomita de culpa y llega tarde al trabajo, donde Gaap la insta a matar nuevamente. Esa noche, ella bebe whisky en un bar local. Nida sigue a Keith mientras orina en público; él la invita a su casa para tener sexo. Ella lo golpea con un martillo y mata a su hermano Chris cuando llega a casa. Gaap llama a una línea de soporte técnico y le dicen que la muerte de Keith no cuenta, ya que era un asesino, por lo que queda un sacrificio.
Smart, a quien el jefe de Nida apoya, visita Possetts y gana el voto de Vicky. Gaap le muestra a Nida una premonición: Smart se convierte en primer ministro en una victoria sorpresiva como líder del ultranacionalista Partido Britannia. Aunque los demonios son fanáticos de Smart, y Gaap insiste en que elija a otra persona, Nida insiste en apuntarle a él.
El oficial de policía Len Fisher (Shaun Dooley) investiga el asesinato de Tim. Se entera del inusual hábito de beber de Nida, que según ella se debe al aniversario de la muerte de su madre. Sigue a Nida en auto mientras ella sigue a Smart después de un discurso público. Ella embiste el auto de Smart, provocando que se estrelle, y lo ataca con un martillo, pero Len se acerca y Nida baja el martillo.
En la comisaría, Nida les cuenta a los agentes incrédulos sobre Gaap y el talismán. Las sirenas suenan a medianoche mientras se observa una guerra nuclear. Nida acepta unirse a Gaap, quien es un paria después de fallar en su iniciación, en un vacío eterno.

## Reparto
- Anjana Vasan como Nida Huq
- Paapa Essiedu como Gaap
- Katherine Rose Morley como Vicky
- David Shields como Michael Smart
- Nicholas Burns como Keith Holligan
- Shaun Dooley como Len Fisher
- Emily Fairn como Suzie
- Nick Holder como Sr. Duncan
- Joe Evans como Tim Simons
- Hayley Considine como Jean Simons
- Joshua James como Chris Holligan
- Steve Garti como casero
- Vicky Binns como Julie
- Jonny Cordingley como Rod
- Joe Hughes como marido
- Bethan Nash como esposa
- Janie Booth como abuela dulce
- Joseph Aumeer como Gaap demonio
- Lillie Mae Law como Laura Simons

## Producción
Black Mirror hizo una pausa después del lanzamiento de su quinta temporada en 2019. Sus productores ejecutivos, Charlie Brooker y Annabel Jones, dejaron la productora House of Tomorrow y se unieron a Broke and Bones, lo que llevó a negociaciones por los derechos de producción. Durante este tiempo, Brooker se tomó un descanso de Black Mirror y trabajó en proyectos más cómicos. En mayo de 2022, Netflix anunció que una sexta temporada de Black Mirror estaba en desarrollo. Broke and Bones produjo la serie, mientras que la empresa matriz de House of Tomorrow, Banijay, mantuvo la posesión.
«Demon 79» es el último de los cinco episodios de la sexta temporada, aunque fue el primero en escribirse. La serie se estrenó el 15 de junio de 2023. Como Black Mirror es una antología, cada entrega puede verse en cualquier orden. El episodio fue escrito por Brooker y Bisha K. Ali. Ali es la única coguionista de la sexta temporada; creó la serie Ms. Marvel (2022). Ali también recibió un crédito como productora ejecutiva del episodio Joan Is Awful.
Brooker señaló que, desde el debut de Black Mirror en 2011, la ciencia ficción distópica con temas tecnológicos había pasado de ser rara a común, por lo que se propuso escribir ficción de terror y dramas de época. Concibió «Demon 79» como el primer episodio de una serie antológica de terror con temática retro llamada Red Mirror. Los elementos sobrenaturales del episodio están diseñados para evocar las películas de terror de los años 70. Según Brooker, se podrían realizar más episodios bajo el sello Red Mirror dependiendo del éxito de «Demon 79».
El episodio fue incluido en la sexta temporada de Black Mirror, lo que Brooker describió como una «decisión consciente de cambiar ligeramente lo que es el programa». Su secuencia de título dice: Black Mirror presenta: una película de Red Mirror. Esto le permitió a Brooker encontrar una perspectiva diferente para la serie y disipar la idea de que la serie está diciendo que «la tecnología es mala» en lugar de «la gente está jodida». Inspirado en «Demon 79», otros episodios de la serie están ambientados en el pasado: «Beyond the sea» pasó de ser una historia de un futuro cercano a una de 1969 y «Mazey Day» está ambientado a mediados de la década de los 2000.

### Reparto y rodaje

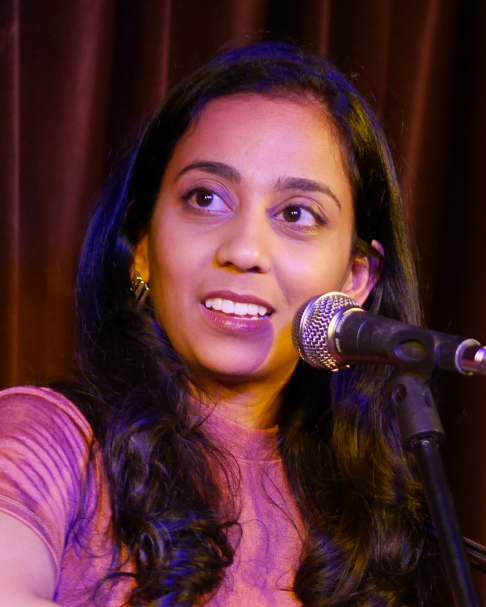
Anjana Vasan protagoniza el episodio como Nida.

Los primeros informes en julio de 2022 revelaron el casting de Paapa Essiedu y Anjana Vasan, con miembros adicionales del elenco Katherine Rose Morley y David Shields revelados en mayo de 2023.  Nicholas Burns, que interpreta a Keith Holligan, protagonizó Nathan Barley (2005), que fue cocreada por Charlie Brooker. Vasan es una de las pocas actrices que aparecen en múltiples episodios de Black Mirror ; tuvo un pequeño papel en «Nosedive», vistiendo pintura plateada y acreditada como «Space Cop». Sus otros papeles incluyen a Amina en We Are Lady Parts (2021–) y Stella en Un tranvía llamado deseo, personajes que son subestimados, como el de Nida.
«Demon 79» fue el segundo episodio dirigido por Toby Haynes, después de «USS Callister». Brooker dijo que fue creado como «un rincón perdido de finales de los años 70 que está atravesado por una especie de sensibilidad moderna». El periódico local Harrow Online informó que se filmó en Harrow, Londres, en junio de 2022, bajo el nombre clave «Proyecto Libro Rojo». Se avistaron tomas exteriores de Possetts en Greenhill, Harrow. Udo Kramer diseñó las decoraciones para todos los episodios de la sexta temporada. Kramer dijo que se realizó mucha investigación sobre los grandes almacenes de la década de 1970; los muebles y accesorios se hicieron específicamente para el episodio y la paleta de colores se eligió para que coincidiera con el período. NVIZ Studio trabajó en los informes de noticias que muestran el ascenso de Smart a líder fascista, con iteraciones del mensaje del Partido Britannia a lo largo de tres décadas. David Hurn tomó fotografías adicionales en blanco y negro. La banda sonora fue compuesta por Christopher Willis y lanzada el 21 de julio de 2023.
Ali y Vasan, ambos inmigrantes, hablaron sobre los temas raciales del episodio durante el proceso de producción. Vasan podía identificarse con Nida como una mujer nacida en la India que se mudó a Singapur en la infancia y a Gran Bretaña en la edad adulta. Las fantasías de violencia de Nida, según Vasan, pueden ser «tan vívidas» porque Nida tiene que reprimir sus emociones a pesar de las constantes microagresiones en su contra. La primera pregunta de Vasan a los escritores fue sobre el comentario de Nida: «la gente decía que mi madre estaba enojada». Esto queda sin explicación, por lo que Vasan especuló que la madre de Nida puede haber sido «ruidosa y excéntrica» y, a diferencia de Nida, no haber intentado asimilarse a Inglaterra. Esto contrasta con la interpretación de que la madre de Nida tenía problemas de salud mental y Nida imaginó a Gaap. Vasan pensó que la propia Nida se preguntaba si «simplemente se estaba volviendo loca».

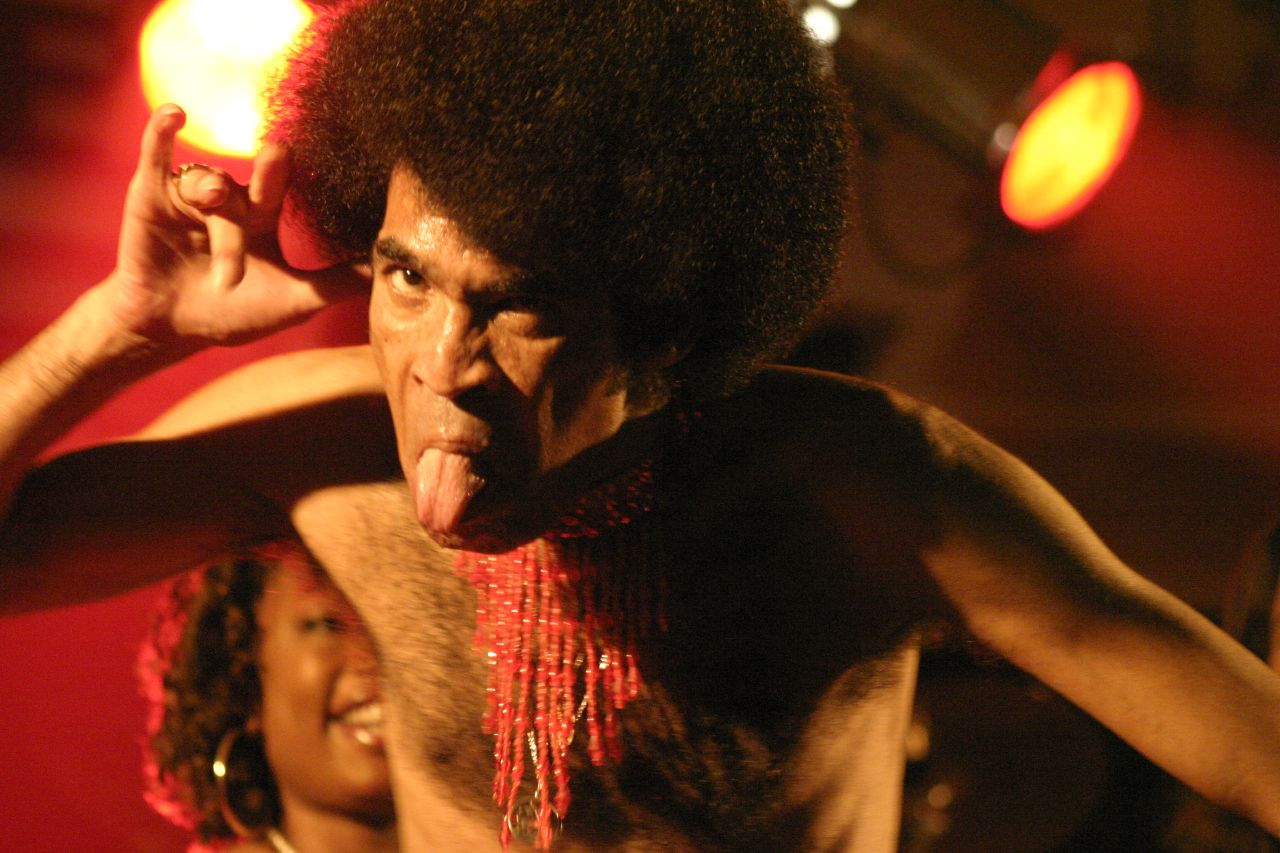
La aparición de Gaap se inspiró en Bobby Farrell de Boney M.

Gaap fue escrito inicialmente como una figura punk, similar a los skinheads que se veían afuera de la puerta de Nida, para encarnar los miedos de Nida. Las pruebas de vestuario se realizaron con Essiedu como punk. A medida que Nida y Gaap desarrollaron una relación cercana, la apariencia de Gaap fue cambiando para atraer a Nida. Essiedu dijo que el episodio podría verse como una historia de amor entre los dos. Vasan dijo que tenían una química natural debido a que compartían experiencia en teatro.
Brooker dijo que mientras escuchaba una lista de reproducción que hizo con música de finales de los años 70, recordó el «fuerte aspecto visual» de Boney M. y basó la apariencia de Gaap en Farrell. Según Essiedu, Nida se siente «intrigada», «entusiasmada» o «excitada» por Gaap. Dijo que Farrell era uno de los múltiples «hombres hiperfemeninos» que entraron en la cultura popular en esa época. Essiedu describió el papel de Farrell en la banda como «su fisicalidad, su baile, sus vibraciones», y trató de capturar este «espectáculo». El atuendo de Essiedu incluía uñas negras, hombreras y zapatos de plataforma de quince centímetros.
Essiedu consideró que los temas políticos de «Demon 79» tenían relevancia contemporánea, ya que el episodio presenta un partido político activo y «el mismo tipo de lemas de campaña» que los políticos modernos. Vasan trazó paralelismos con los políticos modernos que utilizan el lema antiinmigratorio «detener los barcos». Essiedu vio el final como «bastante esperanzador», y eligió mostrar a Nida y Gaap abandonando la Tierra en lugar de la realidad de pasar juntos para siempre.
Según la producción, la decisión de que Gaap se teletransportara a dondequiera que Nida mirara cuando ella intentaba huir se tomó el día de la filmación, con Essiedu agachado y corriendo para minimizar el «truco de la cámara». Haynes discutió con Vasan cómo se sentiría Nida cuando Gaap mostrara una visión horrorosa (como un ataque de pánico o la incapacidad de respirar) y Vasan experimentó con sus reacciones en el set.

## Análisis
El episodio es una historia de terror y fantasía sobrenatural, que carece de los elementos de ciencia ficción de otros episodios de Black Mirror. En cuanto al tono, evoca las películas de terror de los años 1970, como Hammer Horror o las video-nasties, películas violentas de bajo presupuesto. Además, incorpora elementos de comedia. En The Independent, Nick Hilton lo clasificó como el episodio más cómico de la sexta temporada a través de la «asociación desigual» de Nida y Gaap, con una combinación similar de comedia, violencia y apocalipsis a The Cabin in the Woods (2011). Ed Power, escribiendo en The Daily Telegraph, dijo que era «caricaturesco» aunque mantenía temas serios. Jack King, de GQ, sugirió que era una película de amigos debido a la improbable asociación entre Nida y Gaap.
Los críticos comentaron que el episodio encajaría en series antológicas clásicas o contemporáneas como Tales from the Darkside (1983-1988) o El gabinete de curiosidades de Guillermo del Toro (2022). Sin embargo, Judy Berman, de Time, escribió que comparte «un cambio en la realidad» que contiene comentarios sociales y «termina en un giro monstruoso» con otros episodios de Black Mirror. Jen Chaney, de Vulture, comentó que el «terror futurista» era la guerra nuclear o los temores de los personajes racistas de Tipley de que los blancos fueran superados en número. Con un elenco británico, humor negro y una «estética de bajo presupuesto», King lo vio como un «regreso a las raíces» para el programa. El final del episodio puede interpretarse como feliz, lo que contrasta con la mayoría de las entregas de la serie.
«Demon 79» está ambientada durante las elecciones generales del Reino Unido de 1979 que llevaron a la conservadora Margaret Thatcher a convertirse en primera ministra. Brooker dijo que la elección marcó un cambio en la política británica, con un «tsunami populista» que llevó al mundo a volverse «más agresivo». Smart se parece al político Enoch Powell. Utiliza frases indirectas como «la delincuencia está aumentando» y «el barrio está cambiando» para aludir a ideas racistas. Los temas políticos han aparecido en la serie anteriormente, en «The National Anthem» y «The Waldo Moment». Al igual que en «The National Anthem», un personaje es chantajeado para que realice actos inmorales en aras de un bien mayor.

Un glifo de «White Bear» coincide con el símbolo del talismán que encuentra Nida.

Como presagio, Nida descubre viejos titulares de periódicos que describen una serie de asesinatos y una celebración de las  Fiestas de Mayo; esto implica que Possett, el fundador de los grandes almacenes, utilizó anteriormente el talismán. «Demon 79» está conectado a otros episodios de Black Mirror con referencias a huevos de Pascua: el talismán está grabado con un símbolo visto por primera vez en «White Bear» que acompaña al poder malicioso, y el mismo símbolo aparece como el emblema del ultranacionalista Partido Britannia de Smart.La visión de Nidas de Smart incluye un perro robot que es del mundo de «Metalhead». Otros episodios de la sexta temporada hacen breves referencias a Smart y a una red de pedófilos en Tipley.
La banda sonora incluye dos canciones de Boney M.: «Rasputin» (1978) y «Ma Baker» (1977). Esto último significa que Nida «ha abandonado su actitud mansa y está lista para matar», según Brynna Arens, de Den of Geek, ya que la letra informa al oyente que «Ma Baker es la mujer más buscada por el FBI». En la misma escena, Nida roba una chaqueta de cuero roja: Vasan dijo que su «explosivo toque de color» contrasta con los muchos tonos de marrón del departamento de zapatos. Esto demuestra un cambio respecto de su decisión inicial de vestir todo de marrón y «mimetizarse con el fondo». Su ataque posterior a Smart es más agresivo y menos vacilante que sus asesinatos anteriores, aunque no está dispuesta a lastimar a Len y no logra matar a Smart. Len encaja con los estereotipos de los años 1970, como un oficial de policía con bigote que deja ceniza de cigarrillo sobre un cadáver.
Los espectadores se preguntan si Gaap es real o si Nida está imaginando los acontecimientos. Tanto Nida como Vicky mencionan sueños, al igual que la canción «Bright Eyes» (1979) de Art Garfunkel. Nida lee Visualización creativa: Usa el poder de tu imaginación para crear todo lo que quieres en tu vida (1978) de Shakti Gawain. Durante el interrogatorio policial, se demuestra que el talismán es una ficha de dominó, lo que sugiere que el relato de los hechos de Nida puede no ser confiable; y un oficial de policía, después de escuchar todo el relato, concluye que «se ha vuelto loca». Sin embargo, el final apocalíptico puede reivindicar a Nida.
Los críticos compararon la premisa con Knock at the Cabin (2023), una película de M. Night Shyamalan. Sam Haysom, de Mashable, vio un parecido con la novela de ciencia ficción de Stephen King, The Dead Zone (1979). En ambas obras, el personaje principal descubre que un político de derecha está destinado a convertirse en el líder de su país y cometer actos terribles. El personaje principal se propone evitarlo. El objetivo de Nida (matar a tres personas para salvar a muchas) fue visto como un ejemplo del experimento mental del dilema del tranvía por Greg MacArthur de Screen Rant.

## Recepción
El episodio obtuvo una recepción crítica positiva: en Rotten Tomatoes, tiene una calificación de aprobación del 100% basada en 13 reseñas. The Independent y Vulture le dieron cuatro estrellas de cinco; Den of Geek le dio 4,5 estrellas; The Daily Telegraph le dio cinco estrellas. A los críticos les gustó la actuación de Essiedu y Vasan: Alan Sepinwall, en Rolling Stone, los describió como «muy divertidos» y «muy buenos», respectivamente. Ben Rosenstock de Vulture pensó que tenían «gran química» y Laura Babiak de The New York Observer los llamó la «pareja más agradable de ver» de la serie. Leila Jordan elogió sus cambios «totalmente entretenidos» entre la comedia y el terror en Paste.

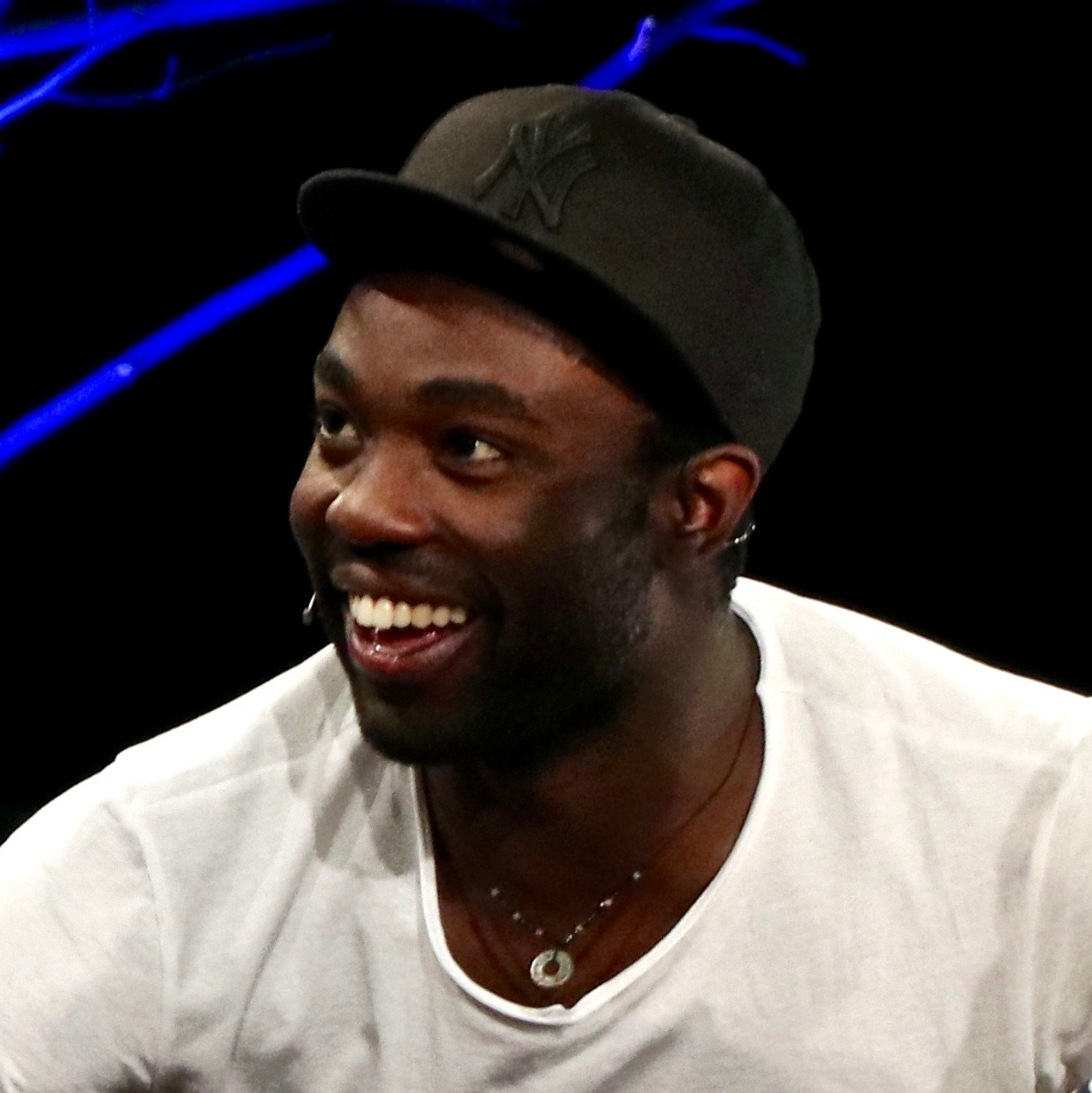
Muchos críticos elogiaron la actuación de Paapa Essiedu como Gaap.

La caracterización de Gaap fue especialmente destacada y recibió elogios, y Stuart Heritage, de The Guardian, atribuyó el éxito del episodio a Essiedu. Louisa Mellor, de Den of Geek, comparó a Gaap con el ángel Clarence Odbody en la película ¡Qué bello es vivir! (1946). Amy West, quien escribió una reseña para GamesRadar+, dijo que el «estilo deliciosamente exagerado» de Gaap se vio ayudado por «uno de los disfraces más fabulosamente extravagantes» del programa. Emily Baker, de i, reseñó positivamente la «entrega hilarante y la paliza ostentosa» de Essiedu,  mientras que Daniel D'Addario, de Variety, comentó que Gaap es carismático. King describió a Gaap como un ejemplo del rango actoral de Essiedu, a través de expresiones de exasperación y desconcierto. Andrew Webster, de The Verge, resumió que el «rayo de positividad» de Gaap proporciona una ligereza muy oportuna.
Vasan como Nida también fue elogiado. Rosenstock consideró que Nida era «fácilmente la protagonista más convincente» de la sexta temporada. D'Addario elogió su «gran coraje» y la capacidad de Vasan para «pensar, en pantalla», los dilemas éticos y los límites de lo que Nida es capaz de hacer. West descubrió que Vasan equilibraba la comedia con el patetismo. Webster escribió que Nida se desarrolla naturalmente como personaje a lo largo de la historia.
El tono del episodio fue recibido positivamente. Heritage escribió que fue un «experimento exitoso» para Black Mirror y King lo vio como el mejor episodio en muchos años. A pesar de decir que la premisa no era original, Webster creía que «Demon 79» encontró una «voz única». Rosenstock consideró que el episodio logró el «equilibrio tonal perfecto» entre lo divertido y lo dramático. Babiak aprobó los «destellos de género» como los títulos de apertura, la cámara granulada y la sangre. Según James Hibbs, de Radio Times, el episodio «teje brillantemente comentarios sociales a lo largo de todo el episodio».  Sin embargo, Jordan escribió que el homenaje al horror de los años 70 y la crítica política no son consistentes a lo largo del episodio ni se combinan bien. Los críticos de Entertainment Weekly dijeron que el episodio adolecía de una falta de «tensión en el misterio central». Rosenstock elogió la escena de la muerte de Keith como «fascinante», porque «acepta que está a punto de morir como castigo».
Algunos críticos destacaron que el episodio es más largo de lo habitual en la serie. Babiak creía que «se empantana» debido a su duración. Por el contrario, Sepinwall dijo que la «ligereza del episodio perdona algo de relleno». Rosenstock aprobó la conclusión del episodio, que reivindica a Nida y permite un final feliz a pesar del apocalipsis nuclear. Babiak encontró «refrescante» que el episodio proporcione una «retorcida sensación de catarsis» más que una moraleja. Por otra parte, Brady Langmann, de Esquire, criticó el final como «desconcertante» y Charles Bramesco, de Vulture, lo describió como un «quejido evasivo» que «socava la balanza moral que lo precede». 

### Clasificación de episodios
«Demon 79» ocupó una posición por debajo del promedio en las listas de críticos de las 28 entregas de Black Mirror, de mejor a peor:
| - 5° – James Hibbs, Radio Times - 9° – Lucy Ford, Jack King y Brit Dawson, GQ - 13° – Ed Power, The Daily Telegraph - 21° – Amit Katwala, Matt Reynolds y James Temperton, Wired | - 22° – James Hibberd y Christian Holub, Entertainment Weekly - 23° – Charles Bramesco, Vulture - 24° – Brady Langmann, Esquire |

GamesRadar+ e IndieWire enumeraron los 27 episodios, excluyendo Bandersnatch, donde «Demon 79» se ubicó en el puesto 20 y 22, respectivamente. El New York Observer lo calificó como el tercer mejor episodio de los cinco de la sexta temporada.